# 霍夫曼的故事

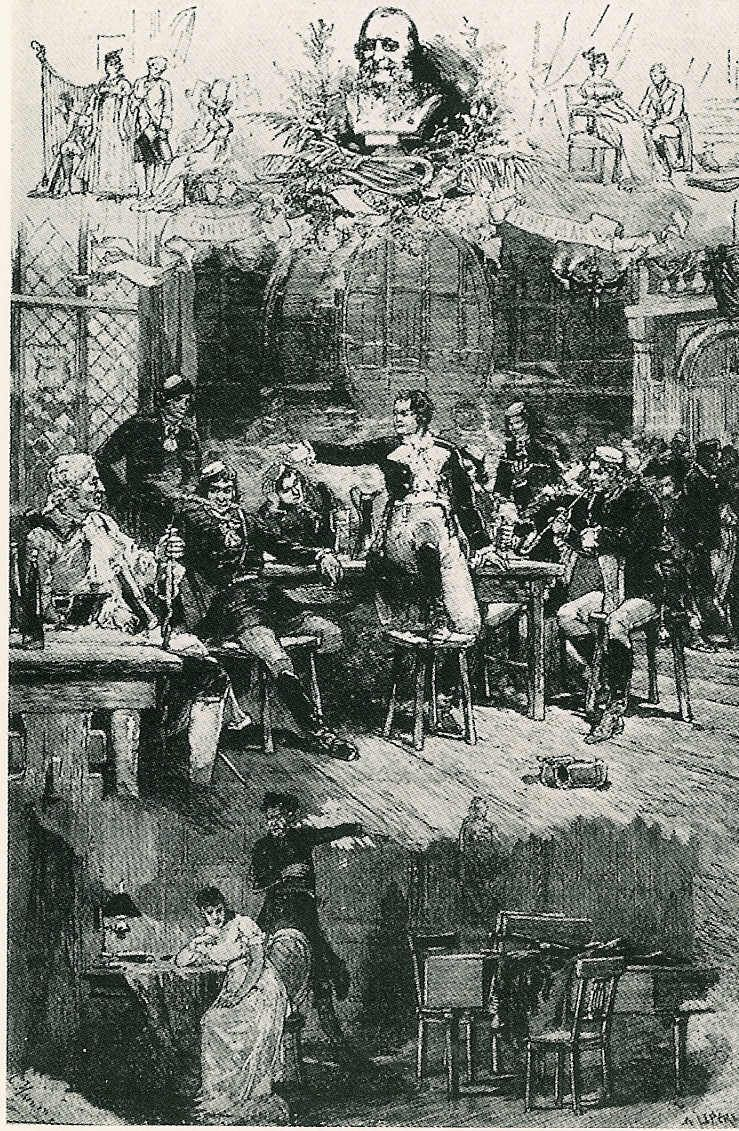

霍夫曼的故事（法語：Les Contes d'Hoffmann）是法国作曲家雅克·奥芬巴赫的最后一部歌剧，取材于德国浪漫派作家霍夫曼的小说，法语脚本由巴尔比耶和卡雷共同完成。

## 作品背景
1858年的《地獄中的奧菲歐》及1864年的《美丽的海伦》两部轻歌剧使奥芬巴赫在当时的音乐界一跃成名，可荣誉的背后却是因为积劳成疾而日趋衰败的身体。创作精力充沛的奥芬巴赫晚年时对自己的成就并不满意，他有着更高的志向，他不想再写轻歌剧，而渴望写出一部不朽的名作，《霍夫曼的故事》正是这一意志的产物。然而，在即将完成时他突然病逝，后由另一法国作曲家埃内斯特·吉罗替他续完。
在这部作品中奥芬巴赫放弃了其驾轻就熟的轻歌剧风格，而以一种抒情的方式来表达歌剧内容上丰富的幻想色彩，整体旋律十分优美，其价值超越了一般的轻歌剧作品。第一幕中人偶奥林匹亚的花腔女高音唱段“小鸟之歌”巧妙的模仿机械玩具所发出的尖锐的声音，发条转动的声音，以及发条松时跑调的声音，充满了趣味性，十分生动活泼。第三幕中的一首描述威尼斯美丽夜景的船歌"迷人之夜，爱情之夜"则非常优美抒情，是作曲家作品中流传最广的一支歌曲，常常作为独唱歌曲在音乐会上演出。
全剧共三幕五场，上演时，第二幕与第三幕的顺序根据实际情况而定，序幕至尾声中的女主角都由同一位女高音担任，有时也把斯特拉这一角色删除，而林道夫、克皮库特刘斯、米拉克莱博士及魔法师达佩图特也常由一位歌唱演员扮演。歌剧1881年2月10日在巴黎國立喜歌劇院首演。

## 剧情大纲
地点：盧瑟（Luther）酒馆
人物：（按出场顺序）

序幕：  霍夫曼（Hoffmann，男高音）：詩人

斯特拉（Stella，女高音）：霍夫曼的情人，米勒尼茲歌劇院（Milanese）的歌手

尼克勞斯（Nicklausse，次女高音/男中音）：藝術女神缪斯（Muse），化身為霍夫曼的朋友

林道夫（Lindorf，男中音）：霍夫曼的情敵，參議員

斯特拉的僕人

大學生們

第一幕：

斯帕朗扎尼（Spalanzani，男高音）：發明家

奧林匹亞（Olympia，女高音）：機器娃娃

第二幕：

克里斯佩爾（Crespel，男低音）

安东尼娅（Antonia，女高音）：克里斯佩爾的女兒

弗朗兹（Frantz，男高音）：僕人

米拉克萊博士（Dr. Miracle，男中音）象徵惡魔的誘惑

第三幕：

古麗葉塔（Giulietta，女高音）：交際花

夏勒米爾（Schlemil，男中音）：古麗葉塔的新情人

達佩圖特（Dappertutto，男低音）：魔法師

### 序幕：
在冷清的卢瑟（Luther）酒馆中，葡萄酒与啤酒的精灵独自在欢唱，隔壁歌剧院正在演出唐·喬望尼（Don Giovanni）。估计更晚的时候会有客人到来，包括诗人霍夫曼（Hoffmann，男高音）和他的情人，米勒尼兹（Milanese）歌剧院的歌手斯特拉（Stella，女高音）。另一方面，艺术女神缪斯（Muse）想得到霍夫曼，她化身为霍夫曼的朋友尼克劳斯（Nicklausse，次女高音/男中音），一切都将在今晚决定。霍夫曼的情敌参议员林道夫（Lindorf，男中音）走进酒馆，他买通了斯特拉的仆人，得到一封斯特拉写给霍夫曼的信，里面有一把她化妆间的钥匙。林道夫相信自己能够得到斯特拉的青睐，并决定由自己去赴斯特拉的约会。一群吵吵闹闹的大学生走进酒馆，霍夫曼也跟自己的朋友尼克劳斯一同走进来，而林道夫远远的坐在一边看着他们。学生们催霍夫曼喝酒唱歌，他唱起一首名叫克列扎可（Kleinzach）的奇怪侏儒的民谣，可是一旁的林道夫出言讽刺破坏了酒馆中热闹的气氛。尼克劳斯打断了两人之间紧张的僵持，学生们要求霍夫曼讲讲他与斯特拉的恋情，他则决定讲述自己过去三次失恋的故事。

### 第一幕：
发明家斯帕朗扎尼（Spalanzani，男高音）一边等候着聚会的客人一边欣赏自己的新发明，机械娃娃奥林匹亚（Olympia，女高音）。霍夫曼是第一个到达的客人，当时客厅的灯光昏暗，他看到有一名美丽的女子安静地独坐在转角沙发椅中，那个瞬间爱情的火焰突然在他的心里点燃。尼克劳斯温和地指出奥林匹亚只是一个木偶，但霍夫曼根本不信。这时，疯狂的科学家克皮库特刘斯来了，他卖给霍夫曼一副有魔力的眼镜，带上这副眼镜，霍夫曼眼中的奥林匹亚就更像人类了。斯帕朗扎尼跟克皮库特刘斯争论着奥林匹亚的所属权，后者声称他拥有奥林匹亚的眼睛，最后克皮库特刘斯同意以500个达克特（ducat，过去流通于欧洲各国的钱币）的价钱将自己的权利卖给斯帕朗扎尼，并嘲笑着建议将奥林匹亚嫁给霍夫曼。不久，客人陆续到来，奥林匹亚的一曲咏叹调将众人迷惑，斯帕朗扎尼用竖琴为她伴奏，陷于爱情的霍夫曼一点也没有听出其中发条转动的声音。当所有人离开去晚餐的时候，霍夫曼留在客厅里，他向奥林匹亚表白自己内心中为她而激荡的感情，在他的眼中奥林匹亚如一位可爱的羞涩的小姐。相信奥林匹亚同样也爱他的霍夫曼轻轻地吻她的嘴唇，奥林匹亚机械地转动着离开房间。同时，拿着一张拒付的支票的克皮库特刘斯气急败坏地回来要找斯帕朗扎尼算账，他躲在客厅里等候机会。晚餐结束，人们回到客厅里跳起了华尔兹，霍夫曼邀请奥林匹亚共舞，谁知奥林匹亚越跳越快无法停止，直到两人一同狼狈的摔倒。克皮库特刘斯跳出来将奥林匹亚拆成一个个零件，斯帕朗扎尼与他相互咒骂。摔破了眼镜的霍夫曼惊讶地瞪着成为碎片的奥林匹亚，周围的人们都嘲笑他愚蠢地爱上了木偶。

### 第二幕：
克里斯佩尔（Crespel，男低音）为了阻止女儿安东尼娅（Antonia，女高音）与霍夫曼的恋情而带她去慕尼黑。拥有美妙声音的女孩坐在古钢琴前面唱一首悲哀的情歌，克里斯佩尔求她停止，因为她的心脏脆弱，过于激烈的感情会危及她的生命。他严厉地嘱咐仆人弗朗兹（Frantz，男高音），当他不在家的时候不要让任何人进屋。但是耳背的弗朗兹在全神贯注的用那副粗俗的嗓音唱歌的时候无意间忽略了偷偷前来探病的霍夫曼和尼克劳斯。基于自己过去的经验，离开前尼克劳斯劝朋友放弃世俗的情爱、献身艺术，但霍夫曼并不愿意，他向安东尼娅发誓永恒的爱情。虽然安东尼娅的父亲禁止她唱歌，但她依然希望为霍夫曼歌唱。他们快乐的唱起了爱情之歌，发现安东尼娅快要昏倒时霍夫曼劝她停止。这时克里斯佩尔回来，霍夫曼赶紧藏起来。弗朗兹报告说米拉克莱博士（Dr. Miracle，男中音）到访，因为妻子死时也是米拉克莱医治的，所以对他的来访克里斯佩尔有一种不祥的预感。米拉克莱询问安东尼娅的病况，并打听她对于音乐的超常热情，他针对女孩不规则的脉搏开出了一些药剂，然后请她唱一两句歌来听听她的嗓音。意识到米拉克莱邪恶意图的克里斯佩尔将他赶了出去。当安东尼娅回到自己的房间，霍夫曼求她再也不要唱歌，她不情愿地答应了，安心的霍夫曼说自己明天会再来看她后离开。突然，米拉克莱出现，他向安东尼娅描述了一副名歌者所拥有的光辉景象。安东尼娅已故的母亲也是一位名歌手，此刻她对着母亲的肖像哭诉，愿母亲在天的灵魂保佑她免受诱惑。米拉克莱谎称听到肖像的回答，说女孩的母亲要女孩去得到相称的显赫名誉。随着米拉克莱的小提琴，安东尼娅唱的越来越兴奋，直到崩溃。冲进房间的霍夫曼仅仅发现了女孩冰冷的尸体。

### 第三幕：
在威尼斯大运河上的一座宫殿里，交际花古丽叶塔（Giulietta，女高音）与尼克劳斯一同唱着欢快的船歌。一边的霍夫曼精神不佳。古丽叶塔的新情人夏勒米尔（Schlemil，男中音）嫉妒的承认她对霍夫曼的倾心。古丽叶塔邀请她的客人去游戏室，但尼克劳斯退在后面警告霍夫曼要当心交际花所提出的要求。霍夫曼否认自己对古丽叶塔的兴趣。听到他们谈话的魔法师达佩图特（Dappertutto，男低音）用一颗巨大的钻石诱惑古丽叶塔同意偷取霍夫曼的影子，已经得到夏勒米尔影子的古丽叶塔收下了钻石。原本要离去的霍夫曼被古丽叶塔挽留下来，不久便受到她美色的吸引而爱上了她，在一曲激情的二重唱之后，她提出了达佩图特的要求。这个时候夏勒米尔过来，他指责古丽叶塔的移情别恋，霍夫曼脸色苍白，他无意间在一面镜子里发现可怕的事情，他没有了影子。当众人离去，霍夫曼向夏勒米尔要求古丽叶塔房间的钥匙，被拒绝后他与夏勒米尔决斗，由于达佩图特暗中相助，霍夫曼轻松的将夏勒米尔杀死。从情敌处得到钥匙，霍夫曼冲进了古丽叶她的房间，却发现里面空无一人。当他走出古丽叶塔的宫殿，看见古丽叶塔与达佩图特共坐于凤尾船中远去，意识到自己被骗的霍夫曼十分后悔，尼克劳斯将他扶走。

### 尾声：
霍夫曼讲完了自己的故事，他只想喝酒并且忘记。尼克劳斯表示每个故事都显示了女人的一部分面貌。这个时候演出结束的斯特拉走进酒馆，她看见喝醉的诗人一副狼狈的模样便嘲笑他，并准备与洋洋得意的林道夫一同离开。霍夫曼阻止他们，并唱出了一首新的诗篇《克列扎克》，倒在桌子上崩溃。最后，缪斯女神终于得到了霍夫曼。

## 外部連結
- Les contes d'Hoffmann：国际乐谱典藏计划上的乐谱
- Les contes d'Hoffmann - 古腾堡计划: libretto of a modified version (as first performed in the USA) in French and English
- Analysis of The Tales of Hoffman in The Ultimate Art, Chap. 13: "The Odd Couple: Offenbach and Hoffmann" （页面存档备份，存于）
- Lewis M. Isaacs. . . 1920.
- Reviews of current and past productions of The Tales of Hoffmann since 2007 （页面存档备份，存于） (mainly in German)